# Chi Gõ nước
Intsia là một chi thực vật có hoa trong họ Đậu.

## Hình ảnh

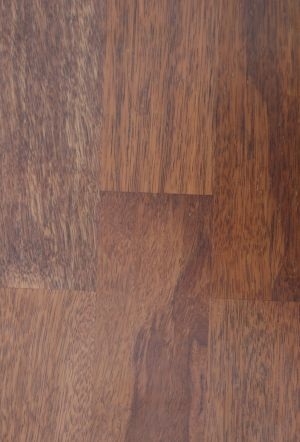
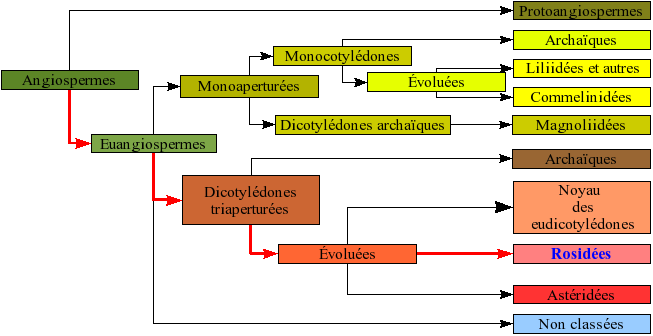